# 의령 수파정
의령 수파정(宜寧 水坡亭)은 대한민국 경상남도 의령군 부림면 입산리에 있는 건축물이다. 2018년 8월 30일 경상남도의 문화재자료 제650호로 지정되었다.

## 지정 사유
의령 수파정은 수파 안효제를 모시는 재실이다. 수파정은 전면 4칸 측면 2칸의 재실기능을 가진 겹집으로 5량의 팔작 기와집이다. 수파정은 일반적인 재실이 가진 평면구성과 달리 마루와 방을 교차하여 구성함으로써, 근대적인 복합적 기능을 수용한 평면형식을 가지고 있다. 따라 수파정은 탐진안씨 문중의 중요한 인물을 모신 재실로 근대적 특징이 많은 비대칭의 평면을 구성해 공간의 활용도를 높은 건물로써 교육적 역사적 자료 등으로 활용가치가 높아 문화재자료로 지정하여 보존하고자 한다.

## 같이 보기
- 안효제

## 참고 문헌
- 의령 수파정 - 국가유산청 국가유산포털